# Mihail Dimitrijevič Baranov
Mihael Dmitrijevič Baranov, sovjetski letalski častnik, vojaški pilot in letalski as, * 21. oktober 1921, Gorki, † 17. januar 1943 (KIA). 
Baranov je v svoji vojaški karieri dosegel 24 samostojnih in 28 skupnih zračnih zmag.

## Življenjepis
Med letoma 1938 in 1940 je bil na Čugujevski vojnoletalski akademiji.
Med drugo svetovno vojno je bil pripadnik 183. lovskega letalskega polka in 9. gardnega lovskega letalskega polka.
Z Jak-1 je opravil 286 bojnih poletov in sodeloval v 85 letalskih spopadih.

## Odlikovanja
- heroj Sovjetske zveze  (12. avgust 1942)[1]
- red Lenina
- 2x red rdeče zastave